# Ellighausen
Ellighausen ist eine ehemalige Ortsgemeinde und eine Ortschaft der Gemeinde Kemmental des Bezirks Kreuzlingen des Kantons Thurgau in der Schweiz. Das bis 1995 zur ehemaligen Munizipalgemeinde Alterswilen gehörende Bauerndorf liegt abseits der Durchgangsrouten im oberen Kemmental und umfasst Ellighausen, Bächi, Geboltshausen und Neumühle. Am 1. Januar 1996 fusionierte die Ortsgemeinde Ellighausen zur Gemeinde Kemmental.

## Geschichte

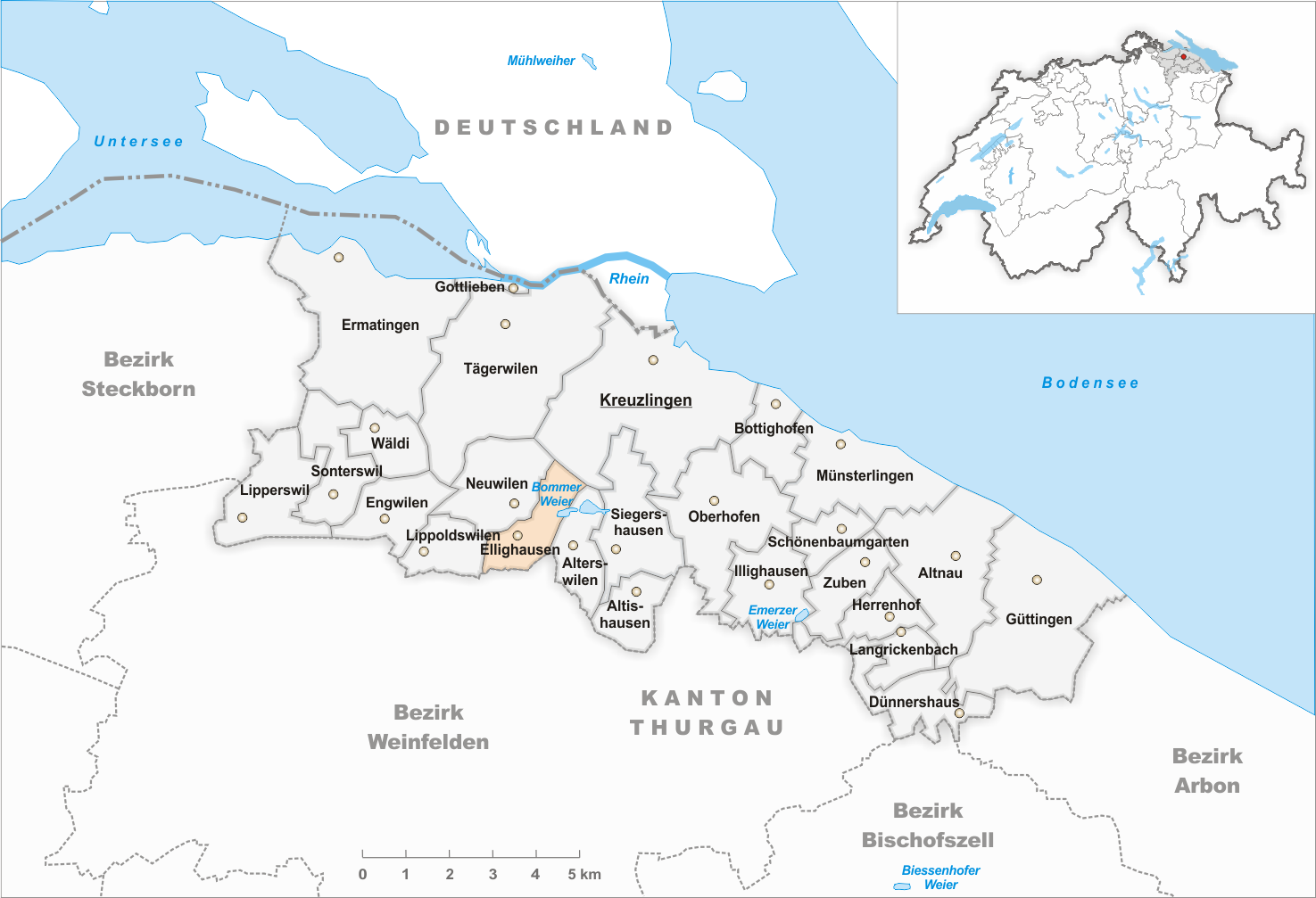
Gemeindestand vor der Fusion im Jahr 1996

Erstmals wurde die Siedlung 1331 als Adlikusen erwähnt. Ellighausen gehörte ursprünglich zur Konstanzer Bischofshöri. Spätestens ab Mitte des 13. Jahrhunderts war es Teil der Vogtei Eggen und kam 1447 unter die Gerichtsherrschaft des stadt-konstanzer Raitiamts, wo es bis 1798 verblieb. Die Rechte der Gemeinde wurden 1490 in der Gerichtsoffnung und 1677 in einem Gemeindebrief festgelegt.
Pfarrgenössig war Ellighausen zunächst nach St. Stephan in Konstanz, dann nach Tägerwilen, seit dem 13. Jahrhundert stets nach Alterswilen. Nach der Reformation 1529 gingen die wenigen Katholiken nach Bernrain zur Kirche, seit 1831 gehören sie zur Pfarrei Emmishofen.
Im 19. Jahrhundert löste die Vieh- und Milchwirtschaft den Kornbau in drei Zelgen ab, 1967 bis 1987 fand eine Güterzusammenlegung statt. Die 1973 gegründete Baumschulen Dickenmann deckt einen Viertel des schweizerischen Obstbaumbedarfs. Die 1729 am Fortibach erstellte Neumühle ging 1984 wieder ein; der gestaute Bach dient heute der Aufzucht von Jungfischen. Von 1870 bis 1910 florierte in Ellighausen die Handstickerei. Ende des 20. Jahrhunderts war Ellighausen nach wie vor agrarisch geprägt.

## Bevölkerung
| Jahr         | 1850 | 1900 | 1950 | 1990 | 2000  | 2010  | 2018  | 2023  |
| Ortsgemeinde | 179  | 150  | 136  | 96   |       |       |       |       |
| Ortschaft    |      |      |      |      | 61    | 105   | 133   | 162   |
| Quelle       |      |      |      |      | [ 3 ] | [ 4 ] | [ 2 ] | [ 5 ] |

Von den insgesamt 162 Einwohnern der Ortschaft Ellighausen am 31. Dezember 2023 waren 44 bzw. 27,2 % ausländische Staatsbürger. 60 (37,0 %) waren evangelisch-reformiert und 39 (24,1 %) römisch-katholisch.

## Persönlichkeiten
- Walter Marty (* 1962), Politiker, im Ort geboren
- Sebastian Vettel (* 1987), Automobilrennfahrer, lebt seit 2009 in Ellighausen